# Карел Свобода
Карел Свобода (чеськ. Karel Richard Svoboda; 19 грудня 1938, Прага, Чехословаччина — 28 січня 2007, Євани, Чехія) — чеський композитор попмузики, клавішник, продюсер, створював музику для кінофільмів, телесеріалів, пісні, які виконували естрадні виконавці, зокрема Карел Ґотт, Гелена Вондрачкова, Валерій Ободзинський та ін. Відомий як автор музики до телефільму «Три горішки для Попелюшки».

## Біографія
Народився у Празі 19 грудня 1938 року.
У 1963 році Карел покинув медицину, навчаючись на третьому курсі університету. Він став учасником біт-гурту «Mefisto», де грав на фортепіано. Пізніше писав музику для празького театру Laterna Magica та різних чеських вокалістів.
У 1968 році він написав «Lady Carneval» для Карела Ґотта, відомої чеської поп-зірки. Всього Свобода написав для нього 80 пісень. Цю пісню під назвою «Карнавал» виконував також відомий радянський співак, одесит Валерій Ободзінський.
Брав участь у гурті «Discobolos», яка існувала з 1977 до 1980 року.
Понад 30 років композитор створював музику для німецького каналу ZDF.
Також він написав музику до багатьох серіалів 1970-х років, на яких виросло ціле покоління європейців, зокрема «Вікі Вікінг», «Бджілка Майя» та «Дивовижні пригоди Нільса». Свобода написав музику до майже 90 фільмів і серіалів, одним з найвідоміших в УРСР був музикальний телефільм «Три горішки для Попелюшки». Писав музикальні п'єси для фортепіано.
28 січня 2007 року його знайшли мертвим у власному саду.

## Особисте життя
Мав двох дітей від першого шлюбу з моделлю Ханою Богатовою. У 2000 році від лейкемії померла його дочка Клара від другого шлюбу з Вендулою Горовою, у 2005 році Вендула народила сина Якуба.

## Дискографія
Твори композитора виходили як окремими платівками, так і збірками та дисками з музикою до кінофільмів і телесеріалів. Диски композитора продовжують виходити і після його смерті. Так у 2012 році вийшла платівка з виконанням його творів Чеським народним симфонічним оркестром.
| Назва | Рік  | Видавець                    |
| --- | ---- | --------------------------- |
| Beatová Skupina Mefisto*, Karel Svoboda — Start Gemini / Návrat Gemini                                               | 1966 | Supraphon                   |
| Hity Karla Svobody ‎(10", Comp, Mono)                                                                                 | 1968 | Supraphon                   |
| Hity Karla Svobody ‎(LP, Comp)                                                                                        | 1972 | Supraphon                   |
| Noc Na Karlštejně | 1975 | Supraphon                   |
| Filmové Melodie | 1977 | Supraphon                   |
| Nils Holgersson Originalmusik Aus Dem Film Und Der Fernsehserie                                                      | 1983 | Celine Records              |
| Hudba Z Televizních Seriálů — Návštěvníci / Létající Čestmír                                                         | 1985 | Supraphon                   |
| Karel Svoboda, Zdeněk Borovec, Richard Hes — Dracula                                                                 | 1995 | Monitor-EMI                 |
| Souznění — Hity Karla Svobody                                                                                        | 1998 | Monitor-EMI                 |
| 65 (Originální Nahrávky Největších Hitů)                                                                             | 2004 | Supraphon                   |
| Z Pekla Štěstí | 1999 | Monitor-EMI                 |
| Drei Haselnüsse Für Aschenbrödel Schatzkästchen (Limitierte, Einmalige Sonderedition) ‎(CD, Ltd, Num + DVD, PAL, Dol) | 2008 | ICESTORM Entertainment GmbH |
| Karel Svoboda, Český Národní Symfonický Orchestr*, Libor Pešek — Symphony Gala ‎(CD, Album)                           | 2012 | Out Of The Frame            |
| Карнавал (as К. Свобода) Валерий Ободзинский — Карнавал                                                              | 1970 | Мелодия                     |
| Мистраль (as К. Свобода) Various — Эстрада Планеты                                                                   | 1973 | Мелодия                     |
| Напиток Любви (as К. Свобода) Карел Готт* — Я Открываю Двери ‎(Flexi, 7", Mono)                                       | 1975 | Мелодия                     |